# Юловский (Сальский район)
Юловский — посёлок в Сальском районе Ростовской области. Административный центр Юловского сельского поселения.

## География
Посёлок расположен в 39 км к северо-востоку от города Сальск на правом берегу реки Юла (Малый Егорлык).

### Уличная сеть
| - ул. 50 лет Октября, - ул. Буденного, - ул. Восточная, - ул. Гагарина, - ул. Западная, - ул. Заречная, | - ул. Ленина, - ул. Мира, - ул. Молодогвардейцев, - ул. Садовая, - ул. Спортивная, - ул. Энгельса, | - пер. Мечникова, - пер. Новый, - пер. Школьный, - пер. Южный. |

## История
В XIX веке в этих местах находились угодья, отведённые коннозаводчикам. Посёлок Юловский возник на месте зимвоника коннозаводчика Королькова. Так, в посёлке сохранился дом коннозаводчика Королькова, построенный в 1836 году. В 1920 году здесь было создано отделение № 3 ордена Ленина конного завода № 158 им. С. М. Буденного.
Как и другие населённые пункты района, летом 1942 года посёлок был оккупирован.
21 января 1943 года территория Конезавода имени С. М. Буденного, в который входила территория нынешнего поселка Юловский была освобождена от немцев.
В районе точки «Казенный мост» была организована переправа через реку Маныч. Через переправу шло передвижение советских войск. При отступлении немцев 22 января 1943 года в бою на переправе погибло много солдат 91-й стрелковой дивизии 51-й армии Южного фронта.
27 октября 1968 года павшим воинам установили памятник. Останки солдат с берега реки были перезахоронены в братскую могилу поселка Юловский.
С ростом поселка братская могила оказались в хозяйственных постройках и было принято решение перенести могилу в центр поселка.
В 1989 году состоялось перезахоронение солдат в центр поселка Юловский, был установлен новый памятник. Летом 2005 года на памятнике закрепили мраморную табличку с надписью: «Лейтенант Борисов Федор Арсентьевич 25.01.1890 — 21.01. 1943».
Летом 1965 года на базе земель 3 отделения конезавода им. Буденного был организован новый рисо-животноводческий совхоз «Южный», посёлок получил название — Юловский. В 1967 году в Юловском открыты почтовое отделение и отделение Сбербанка. 27 октября 1968 года был открыт памятник павшим воинам в Великой Отечественной войне. Произведено перезахоронение праха погибших советских солдат с берега реки Маныч в братскую могилу поселка Юловский, памятник находился на территории старого парка. В 1972 году построено новое здание средней школы. В 1977 году сдано в эксплуатацию здание больницы на 50 мест. В 1983 году открыт дворец культуры.

## Население
| 2010 |
| ---- |
| 1751 |

### Известные люди
- Ломинога, Владимир Михайлович — Герой Социалистического Труда.

## Достопримечательности
- Памятник В. И. Ленину[3].
- Памятник воинам, погибшим в годы Великой Отечественной войны и братская могила. Памятник воинам, погибшим в годы Великой Отечественной войны находится в парковой зоне поселка Юловский на берегу реки Юла.

Памятник представляет собой скульптуру сраженного пулей солдата на фоне развевающего знамени, установленную на бетонном пьедестале. На знамени, выполненном из алюминия, представлены барельефы идущих в бой трех солдат. На пьедестале сбоку установлена чёрная мраморная плита с изображением колоса, георгиевской ленточки и сделанной надписью: «Вечен ваш подвиг в сердцах поколений грядущих».
Слева от пьедестала установлена малая тумба полметра высотой. На ней установлена мраморная плита с надписью: «1941 — 1945».
Справа от пьедестала установлена двухметровая высотой с мраморной плитой. На плите сделана надпись: «Здесь похоронены 452 солдата 91-й стрелковой дивизии 51-й армии Южного фронта, ст. лейтенант Борисов Федор Арсентьевич, ст. сержант Старицкий Николай Иванович, Желябовская Е. И., Желябовская А. Ф., Желябовская В. Ф., Желябовская Т. Ф.».
На лицевой стороне пьедестала виден орден Великой Отечественной войны 1-й степени.